# 孤独なカウボーイ
「孤独なカウボーイ」（こどくなカウボーイ）は、矢井田瞳の9枚目のシングル。発売元はEMIミュージック・ジャパン。

## 収録曲
1. 孤独なカウボーイ(4:13)
  - 作詞・作曲：矢井田瞳／編曲：ダイヤモンド◆ヘッド、矢井田瞳

表題曲。
読売テレビ・日本テレビ系ドラマ「伝説のマダム」主題歌
東芝HDD＆DVDレコーダー「RD-Style」CMソング
日本テレビ系「汐留スタイル!」Stylish Play
2. ママとテディ(2:53)
  - 作詞・作曲：矢井田瞳／編曲：ダイヤモンド◆ヘッド、矢井田瞳

## 収録アルバム
- Air/Cook/Sky (#1,2)
- Single collection (#1)
- THE BEST OF HITOMI YAIDA (#1)